# シャニワール・ワーダー

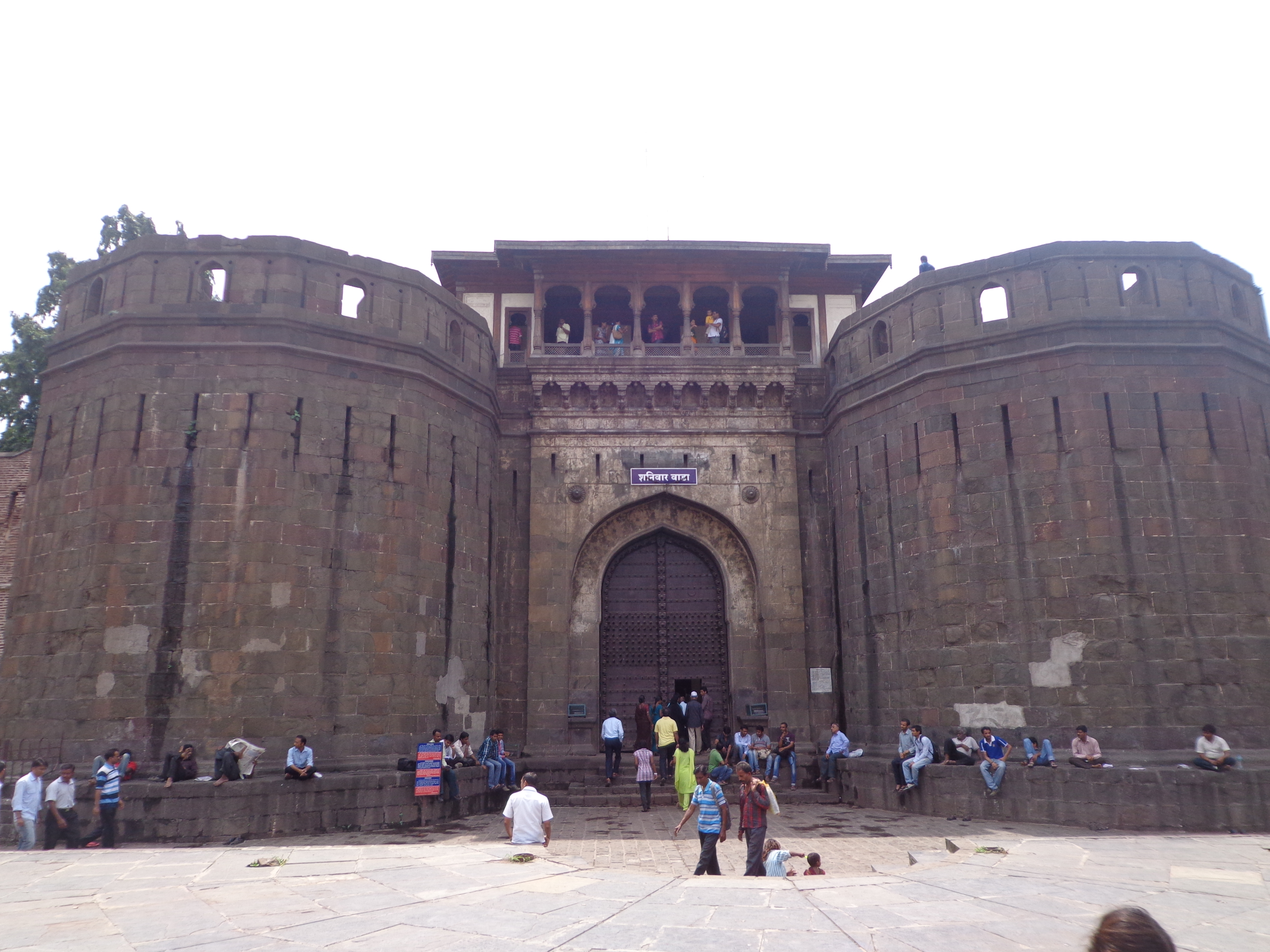
シャニワール・ワーダー

シャニワール・ワーダー（マラーティー語：शनिवार वाडा, Śanivāravāḍā、英語：Shaniwar Wada）は、インドのマハーラーシュトラ州、プネー県の都市プネーにある宮殿。シャニワールワーダー（Shaniwarwada）とも呼ばれる。かつてはマラーター王国の宰相（ペーシュワー）の住む宮殿でもあった。

## 歴史

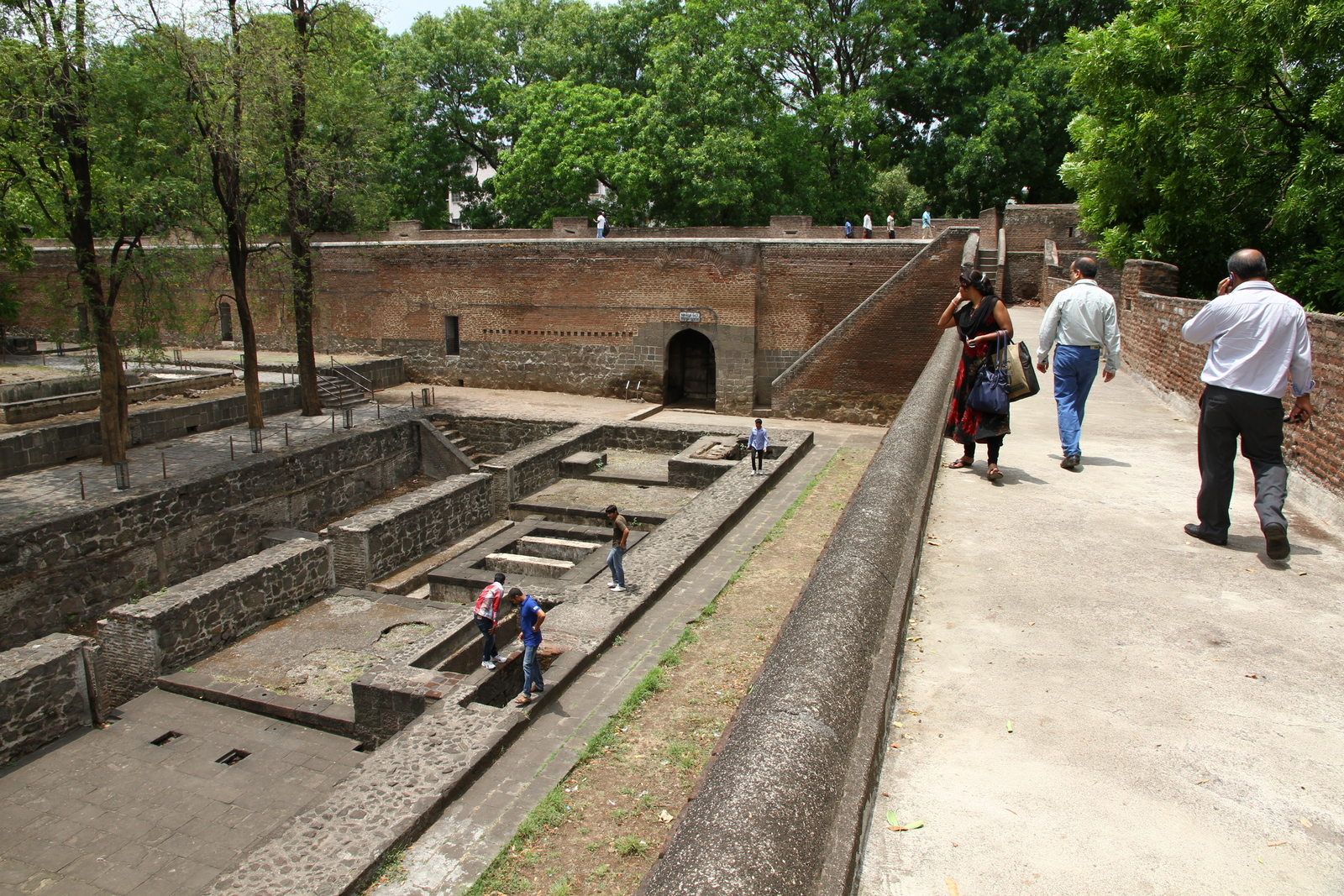
城壁

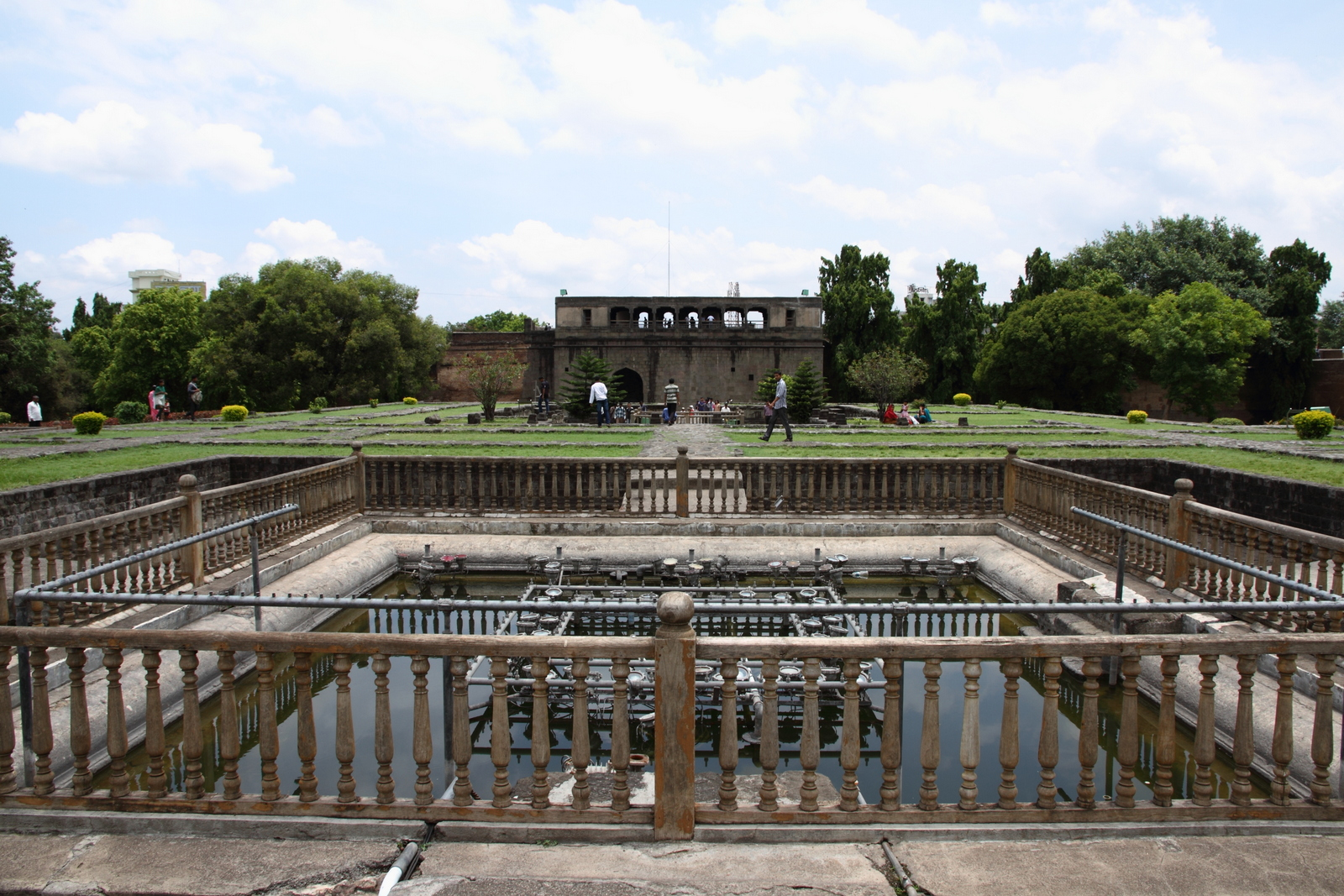
宮殿の池

1730年1月10日、マラーター王国の宰相であったバージー・ラーオはプネーに自身の宮殿の造営を開始した。この日は土曜日、つまり「シャニワール」であったので、「シャニワール・ワーダー」（土曜宮殿）と呼ばれるようになった。
1732年1月22日の土曜日、シャニワール・ワーダーは完成し、ヒンドゥー教に則った竣工の儀式が開かれた。また、この7階建ての壮麗な巨大な宮殿の総工費は莫大なものであったが、当時の宰相の権威は王を凌ぐほど絶大だったので容易いことであった。
1758年までに、この宮殿には宰相以下1000人が居住していた。
1818年6月、第三次マラーター戦争の結果、宰相バージー・ラーオ2世はビトゥールに追放され、イギリスがこの宮殿を管理することになった。
1828年2月27日、宮殿の内部が火事になり、7日の間燃え盛った。宮殿は燃え尽き、現在は城門と城壁を残すのみになっている。

## 門
- デリー・ダルワーザー（デリー門）

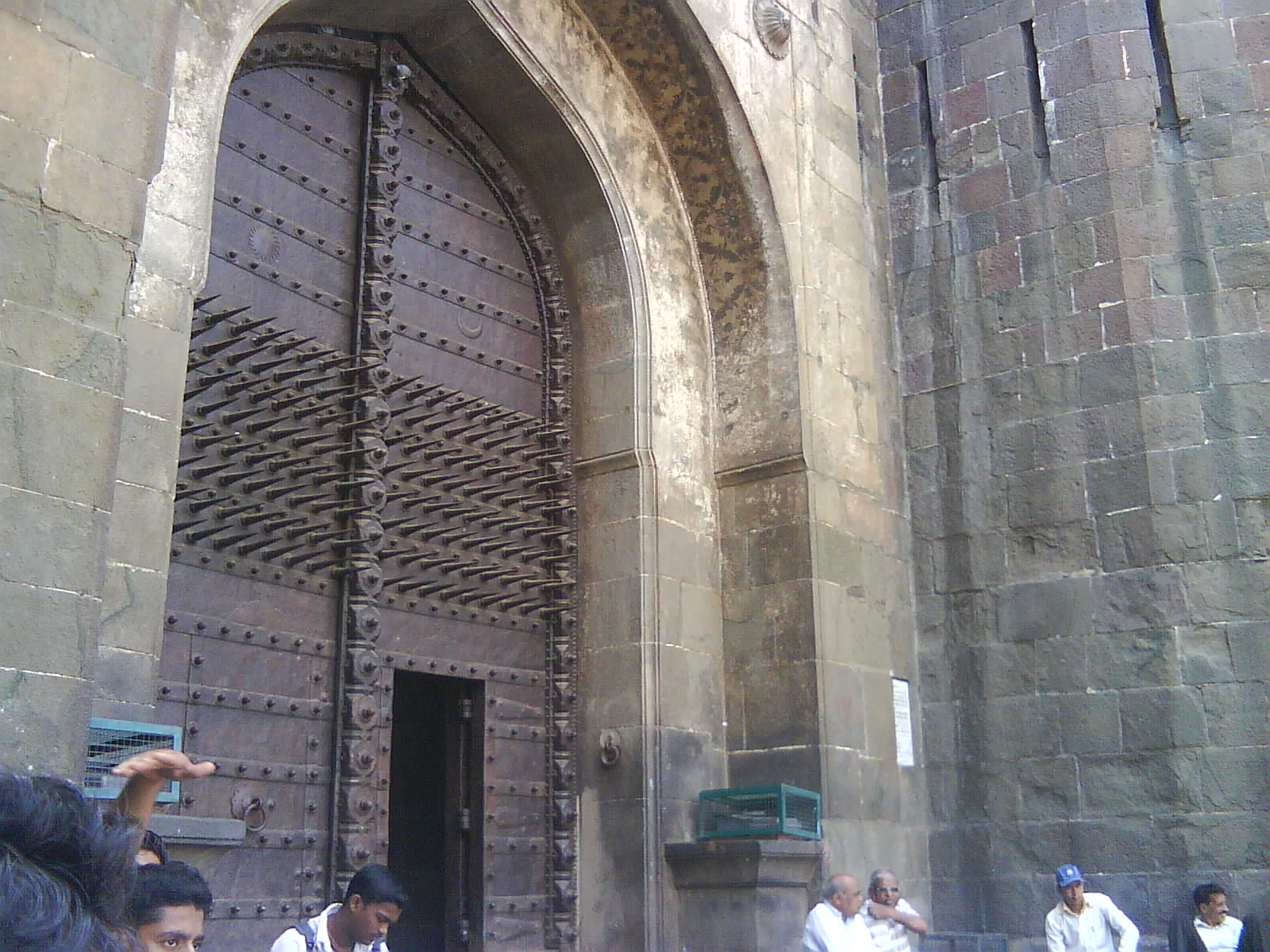
デリー門

- マスターニー・ダルワーザー（マスターニー門）
- キドキー・ダルワーザー（風の門）
- ガネーシュ・ダルワーザー（ガネーシュ門）
- ナーラーヤン・ダルワーザー（ナーラーヤン門）